# Pasites esakii
Pasites esakii är en biart som beskrevs av Popov och Keizo Yasumatsu 1935. Pasites esakii ingår i släktet Pasites och familjen långtungebin. Inga underarter finns listade i Catalogue of Life.